# Karolina Kózka
Karolina Kózka (2 de Agosto de 1898 - 18 de Novembro de 1914), nascida em Wał-Ruda, é uma leiga beatificada pela Igreja Católica em 1987.

## Vida
Nascida em 2 de Agosto de 1898, Karolina Kozka foi uma de onze filhos, apesar de fontes conflitarem em ela ser a quarta, sétima ou oitava nascida. Seus pais eram Jan e Maria Borzecka Kozka da Polônia. Sua família viveu em Wal-Ruda e foi parte da Diocese de Tarnow. De 1904–1912, Karolina participou de aulas na escola local.
Em 18 de Novembro de 1914 , sua aldeia foi ocupada pelos russos , no contexto da Primeira Guerra Mundial. Karolina, com 16 anos, é abordada por um soldado, que primeiro a assedia (mas ela o rejeita), em seguida, tenta estuprá-la e, finalmente, mata-a com sua baioneta.

## Legado
O funeral de Karolina contou com a presença de mais de três mil pessoas e desde então a jovem mártir foi objeto de devoção não-oficial em toda a Polônia. Os bispos Jan Stepa e Jerzy Ablewicz iniciaram a causa de beatificação em 1965. A 30 de Junho de 1986 foi aprovado o decreto sobre o martírio Karolina e em 10 de Junho de 1987 o Papa João Paulo II durante sua visita a Tarnów a declarou bem-aventurada. 
Foram palavras do Pontífice: 
“A morte de Carolina nos diz que o corpo humano tem um valor e uma dignidade imensa que não se pode baratear. Karolina Kózka tinha consciência desta dignidade. Consciente desta vocação, ela entregou sua jovem vida, quando foi necessário entregá-la, para defender sua
dignidade de mulher”.
A Igreja Católica comemora a festa litúrgica de Beata Karolina em 18 de novembro. Além de ser considerada mártir da pureza é a padroeira dos diocese de Rzeszów e da Juventude Católica Polonesa.